# Verdrag van Belém do Pará
Het Inter-Amerikaans Verdrag Inzake de Preventie, Bestraffing en Uitbanning van Geweld tegen Vrouwen, beter bekend als het Verdrag van Belém do Pará (of de Conventie van Belém do Pará), is een internationaal mensenrechteninstrument dat op 9 juni 1994 werd aangenomen door de Inter-Amerikaanse Commissie voor Vrouwen (CIM) van de Organisatie van Amerikaanse Staten (OAS) op een conferentie in de Braziliaanse stad Belém do Pará. Het is het eerste juridisch bindende internationale verdrag waarin alle vormen van geweld tegen vrouwen, inclusief seksueel geweld, worden verboden. Op 26 oktober 2004:p.19 werd het monitoringmechanisme "MESECVI" opgericht om te verzekeren dat de deelnemende Staten zich eraan zullen houden.:7:57
Omdat Suriname (dat het Verdrag op 19 februari 2002 ratificeerde) een lidstaat van de OAS is, is er een officiële Nederlandse vertaling van het Verdrag gemaakt.

## Achtergrond
In de late jaren 1980 kwam aan het licht dat regimes in El Salvador, Haïti, Peru en elders in Latijns-Amerika Seksueel geweld als oorlogswapen gebruikten, terwijl het traditionele taboe op huiselijk geweld tegelijkertijd geleidelijk aan afbrokkelde, waardoor geweld tegen vrouwen steeds meer prioriteit kreeg als maatschappelijk probleem. Naarmate de meeste militaire dictaturen in Latijns-Amerika vielen tijdens de zogeheten Derde Democratiseringsgolf (1978–1995), begonnen vrouwen van Brazilië tot Chili tot Mexico hun burgerlijke overheden onder druk te zetten om het systematische geweld tegen vrouwen aan te pakken.
In 1988 volgde de CIM haar beproefde strategie om internationale normen op te stellen en daarmee nationale overheden onder druk te zetten om hervormingen door te voeren. Derhalve waren de vrouwen vastberaden om een Inter-Amerikaans Verdrag op te stellen dat zich specifiek op geweld tegen vrouwen richtte en zij planden daarom een speciale raadgevende bijeenkomst in 1990. Deze Inter-Amerikaanse Consultatie over Vrouwen en Geweld was de eerste keer dat er een dergelijke diplomatieke vergadering plaatsvond. Op deze conferentie evalueerden de vrouwen het probleem van gendergerelateerd geweld uitgebreid en organiseerden vervolgens twee intergouvernementele vergaderingen van experts om te helpen bij het verduidelijken van allerlei kwesties ter voorbereiding van een voorstel. Het uiteindelijke instrument, dat bekend zou worden als het Verdrag van Belém do Pará, was het eerste verdrag in de geschiedenis dat geweld tegen vrouwen aanpakte. Het werd in april 1994 gepresenteerd op een Speciale Vergadering van CIM-afgevaardigden, die het goedkeurden en de voorlegging ervan aan de Algemene Vergadering van de Organisatie van Amerikaanse Staten. Tijdens een conferentie in de Braziliaanse stad Belém do Pará werd het Verdrag op 9 juni 1994 aangenomen.:2:40 Het Verdrag trad op 3 februari 1995 in werking. Inmiddels hebben 32 van de 34 lidstaten van de OAS het geratificeerd of zijn ertoe toegetreden.:2:52
De afgevaardigden van de CIM bleven daarna aandringen op internationale afspraken in de Amerika's om vooruitgang en bescherming voor vrouwen te bereiken. In 1998 namen ze de Verklaring van Santo Domingo aan, waarom de onvervreemdbare rechten van vrouwen hun hele leven geldig zijn en een "integraal en ondeelbaar onderdeel zijn van de universele mensenrechten".

## Inhoud
Het Verdrag is geschreven in de vier officiële talen van de Organisatie van Amerikaanse Staten; iedere taalversie van de tekst is 'gelijkelijk authentiek' (Artikel 25):
- Engels: Inter-American Convention on the Prevention, Punishment, and Eradication of Violence against Women (Belém do Pará Convention)
- Spaans: Convención Interamericana para Prevenir, Sancionar y Erradicar la Violencia contra la Mujer (Convención de Belém do Pará)
- Portugees: Convenção Interamericana para Prevenir, Punir e Erradicar a Violência contra a Mulher (Convenção de Belém do Pará)
- Frans: Convention Interamericaine pour la Prevention, la Sanction et l'Elimination de la Violence contre la Femme (Convention de Belém do Pará)

Omdat Suriname (dat het Verdrag op 19 februari 2002 ratificeerde) een lidstaat van de OAS is, is er een officiële Nederlandse vertaling van het Verdrag gemaakt.
De tekst definieert wat geweld tegen vrouwen is, stelt vast dat vrouwen het recht hebben om een leven te leiden dat vrij van geweld is en dat geweld tegen vrouwen de mensenrechten en fundamentele vrijheden schendt. De tekst roept voor het eerst in de geschiedenis op tot het vaststellen van bindende mechanismen ter bescherming en verdediging van de rechten van vrouwen, aangezien dit essentieel is ter bestrijding van het fenomeen van geweld tegen de lichamelijke, seksuele en psychologische integriteit van vrouwen, zowel in de openbare ruimte als in de privésfeer, en om deze rechten in de samenleving effectief te kunnen uitoefenen.
Opmerking: de officiële Nederlandse tekst vertaalt State parties als 'Staten die partij zijn bij dit Verdrag'; voor de eenvoud zullen die hier 'deelnemende Staten' worden genoemd.
Preambule

Hoofdstuk I: Begripsbepaling en reikwijdte
- Artikel 1: definitie van 'geweld tegen vrouwen'.
- Artikel 2: context waarin geweld tegen vrouwen gebeurt.

Hoofdstuk II: Beschermde rechten
- Artikel 3: erkenning van het vrouwenrecht om zowel openbaar als privé vrij van geweld te zijn.
- Artikel 4: erkenning dat vrouwen recht hebben op alle mensenrechten, waarbij er enkele belangrijke voorbeelden genoemd worden.
- Artikel 5: erkenning dat vrouwen recht hebben op alle burgerlijke, politieke, sociaal-economische en culturele rechten; erkenning van deelnemende Staten dat geweld tegen vrouwen hen verhindert om deze rechten uit te oefenen.
- Artikel 6: erkenning van het vrouwenrecht om vrij van discriminatie te zijn en vrij van culturele stereotypes en praktijken die hen wegzetten als inferieur of ondergeschikt of hen vaste gedragspatronen toewijzen.

Hoofdstuk III: Plichten van de Staten
- Artikel 7: deelnemende Staten veroordelen alle vormen van geweld tegen vrouwen en komen overeen om onmiddellijk zulk geweld – zowel geld gepleegd door actoren van de staat als door burgers – te voorkomen, bestraffen en uit te bannen; dit wordt toegelicht in 8 aandachtspunten.
- Artikel 8: deelnemende Staten komen overeen om steeds specifiekere maatregelen te nemen ter verandering van maatschappelijke opvattingen en factoren die geweld tegen vrouwen stimuleren, faciliteren of excuseren, en te voorzien in gepaste middelen ter ondersteuning van vrouwen die geweld hebben meegemaakt of het risico lopen geweld mee te maken.
- Artikel 9: deelnemende Staten komen overeen om bijzondere aandacht te schenken aan het beschermen van vrouwen die extra kwetsbaar voor geweld zijn vanwege hun ras of etniciteit of omdat ze migranten, vluchtelingen, ontheemden, zwanger, invalide, minderjarig, bejaard, arm, slachtoffer van een gewapend conflict of van hun vrijheid beroofd.

Hoofdstuk IV: Inter-Amerikaanse mechanismen van bescherming
- Artikel 10: deelnemende Staten komen overeen om in hun nationale rapported aan de CIM updates te geven over de maatregelen die ze hebben genomen ter vervulling van hun plichten per Artikel 7 en 8.
- Artikel 11: recht van deelnemende Staten en de CIM om het Inter-Amerikaans Hof voor de Mensenrechten advies te vragen omtrent de interpretatie van dit Verdrag.
- Artikel 12: recht van individuen, groepen en ngo's om klachten in te dienen bij de Inter-Amerikaanse Commissie voor de Mensenrechten omtrent schendingen van Artikel 7 door deelnemende Staten en de plicht van de Commissie om deze aanklachten te overwegen volgens bestaande reglementen en procedures.

Hoofdstuk V: Algemene voorzieningen
- Artikel 13: overeenkomst dat als de nationale wetgeving van een deelnemende Staat betere bescherming van vrouwenrechten biedt dan dit Verdrag, de nationale wetgeving voorrang krijgt.
- Artikel 14: overeenkomst dat als het Amerikaans Verdrag van de Mensenrechten of andere internationale verdragen betere bescherming van vrouwenrechten bieden dan dit Verdrag, die verdragen voorrang krijgen.
- Artikel 15: recht van alle OAS-lidstaten om dit Verdrag te tekenen.
- Artikel 16: plicht om dit Verdrag te ratificeren en de akten van ratificatie op te slaan in het Algemeen Secretariaat van de OAS.
- Artikel 17: recht van alle niet-OAS-staten om toe te treden tot dit Verdrag; plicht om de akten van toetreding op te slaan in het Algemeen Secretariaat van de OAS.
- Artikel 18: recht van deelnemende Staten om tijdens het goedkeuren, ondertekenen, ratificeren van of toetreden tot het Verdrag voorbehouden te maken ten aanzien van specifieke bepalingen, zolang die niet strijdig zijn met het doel en de strekking van dit Verdrag.
- Artikel 19: recht van deelnemende Staten om amendementen to the Convention to the Algemene Vergadering van de OAS middels de CIM. Een amendement zal in werking treden wanneer tweederde van de deelnemende Staten het heeft geratificeerd en zal van toepassing zijn op die deelnemende Staten en op iedere deelnemende Staat die daarna het amendement ratificeert.
- Artikel 20: reglementen ten aanzien van de toepassing van dit Verdrag op autonome gebieden van deelnemende Staten.
- Artikel 21: bepaling dat dit Verdrag 30 dagen na de ratificatie van de tweede Staat in werking zal treden, en na 30 dagen voor daaropvolgende Staten nadat zij hun akten van ratificatie of toetreding hebben ingeleverd.
- Artikel 22: bepaling dat de secretaris-generaal alle OAS-lidstaten zal informeren wanneer dit Verdrag in werking zal treden.
- Artikel 23: bepaling dat de secretaris-generaal jaarlijks de OAS-lidstaten zal updaten over de status van dit Verdrag.
- Artikel 24: bepaling dat dit Verdrag voor onbepaalde tijd van kracht zal blijven, maar dat iedere deelnemende Staat dit Verdrag mag opzeggen; dit Verdrag zal dan een jaar later niet meer van toepassing zijn op die Staat.
- Artikel 25: bepaling dat de originele teksten van dit Verdrag zijn geschreven in het Engels, Frans, Portugees en Spaans, dat elke taalversie gelijkelijk authentiek is, dat ze zullen worden opgeslagen in het Algemeen Secretariaat van de OAS en dat kopieën ervan zullen worden gestuurd naar het Secretariaat van de Verenigde Naties.

## Deelnemende staten
Per maart 2020 hadden 32 van de 34 of 35 lidstaten van de Organisatie van Amerikaanse Staten het Verdrag van Belém do Pará getekend en geratificeerd of waren ertoe toegetreden; alleen Canada, Cuba en de Verenigde Staten hadden dat nog niet.

## Monitoringmechanisme MESECVI
Om effectief te monitoren of de deelnemende Staten zich houden aan de verplichtingen van het Verdrag hebben de deelnemende Staten op 26 oktober 2004:p.19 een monitoringmechanisme opgericht, het zogenaamde 'Opvolgingsmechanisme' dat afgekort MESECVI heet.:7:57 MESECVI bestaat uit twee organen: de Conferentie van Deelnemende Staten en het Comité van Experts.:8:29
- De Conferentie van Deelnemende Staten is een politiek orgaan dat de landelijke rapported dat iedere deelnemende Staat inlevert bestudeert en toezicht houdt op het Comité van Experts.[5]:8:29
- Het Comité van Experts is een technisch orgaan dat adviezen en richtlijnen presenteert aan de Conferentie van Deelnemende Staten. Het bestaat uit specialisten die op persoonlijke titel werkzaam zijn en aangesteld worden door de deelnemende Staten.[5]:8:29

MESECVI is gevestigd in het Uitvoerend Secretariaat van de CIM in Washington D.C.:p.43,45

## Impact
Volgens professor Rashida Manjoo en professor Jackie Jones (2018) is het Verdrag van Belém do Pará een significante bijdrage geweest aan het ontwikkelen van het 'Inter-Amerikaanse mensenrechtenstelsel, hoewel verre van perfect, tot misschien wel het best ontwikkelde en effectiefste mensenrechtensysteem ter wereld op het vlak van geweld tegen vrouwen.' Het Verdrag is aangehaald in meer dan 20 rechtszaken bij de Inter-Amerikaanse Commissie voor de Mensenrechten en het Inter-Amerikaans Hof voor de Mensenrechten en 'heeft meegeholpen om de normen van het Amerikaans Verdrag van de Mensenrechten en andere Inter-Amerikaanse mensenrechteninstrumenten op het vlak van geweld tegen vrouwen verder te definiëren en specificeren.':p.163–4
Het Verdrag van Belém do Pará is bijvoorbeeld naast het Amerikaans Verdrag van de Mensenrechten gebruikt toen het Inter-Amerikaans Hof voor de Mensenrechten intervenieerde in de zaak van de Katoenveldvrouwenmoorden (Spaans: Feminicidas del campo algodonero, onderdeel van de vele Vrouwenmoorden in Ciudad Juárez), op verzoek van de nabestaanden die door het gebrek aan daadkracht van de Mexicaanse autoriteiten een klacht indienden tegen de Mexicaanse staat. In zijn vonnis van 2009 bevond het Hof Mexico schuldig aan meerdere rechtenschendingen, waaronder de Staatsplicht 'om de nodige zorgvuldigheid te hanteren in reactie op geweld tegen vrouwen' volgens Artikel 7, paragrafen b en c.:p.160 Het vonnis bracht Mexico ertoe om enkele positieve stappen te zetten om het bevel van het Hof te gehoorzamen.:p.160 De zaak toonde echter ook aan dat de juridische afdwingbaarheid van het Verdrag door het Hof hoofdzakelijk beperkt werd tot Artikel 7, dat de directe verplichtingen van de deelnemende Staten bepaalt; Artikel 8 en 9 zijn vooral nuttig om deze verplichtingen en verplichtingen die voortvloeien uit andere verdragen zoals het Amerikaans Verdrag van de Mensenrechten te interpreteren.:p.160
Bovendien bekritiseerden Manjoo en Jones het feit dat de Verenigde Staten en Canada beide Verdragen nog steeds niet hadden geratificeerd, 'waaronder miljoenen vrouwen en meisjes het nog steeds moeten stellen zonder de bescherming die deze verdragen hen bieden.':p.164 In hun conclusie bepleitten ze dat een verbeterde versie van het Verdrag van Belém do Pará, met een scherpere benadrukking van de directe plichten van de deelnemende Staten, het beste model zou zijn voor een wereldwijd verdrag betreffende geweld tegen vrouwen. Dit zou dan de niet-bindende Verklaring inzake de uitbanning van geweld tegen vrouwen (DEVAW) van de Verenigde Naties uit december 1993 vervangen. Daarvoor is dan wel een doortastende campagne voor nodig – het liefst geleid door vrouwen die zelf geweld hebben meegemaakt, samen met hun advocaten – om de universele ratificatie door alle staten ter wereld te bewerkstelligen.:p.164